# 北角海逸酒店

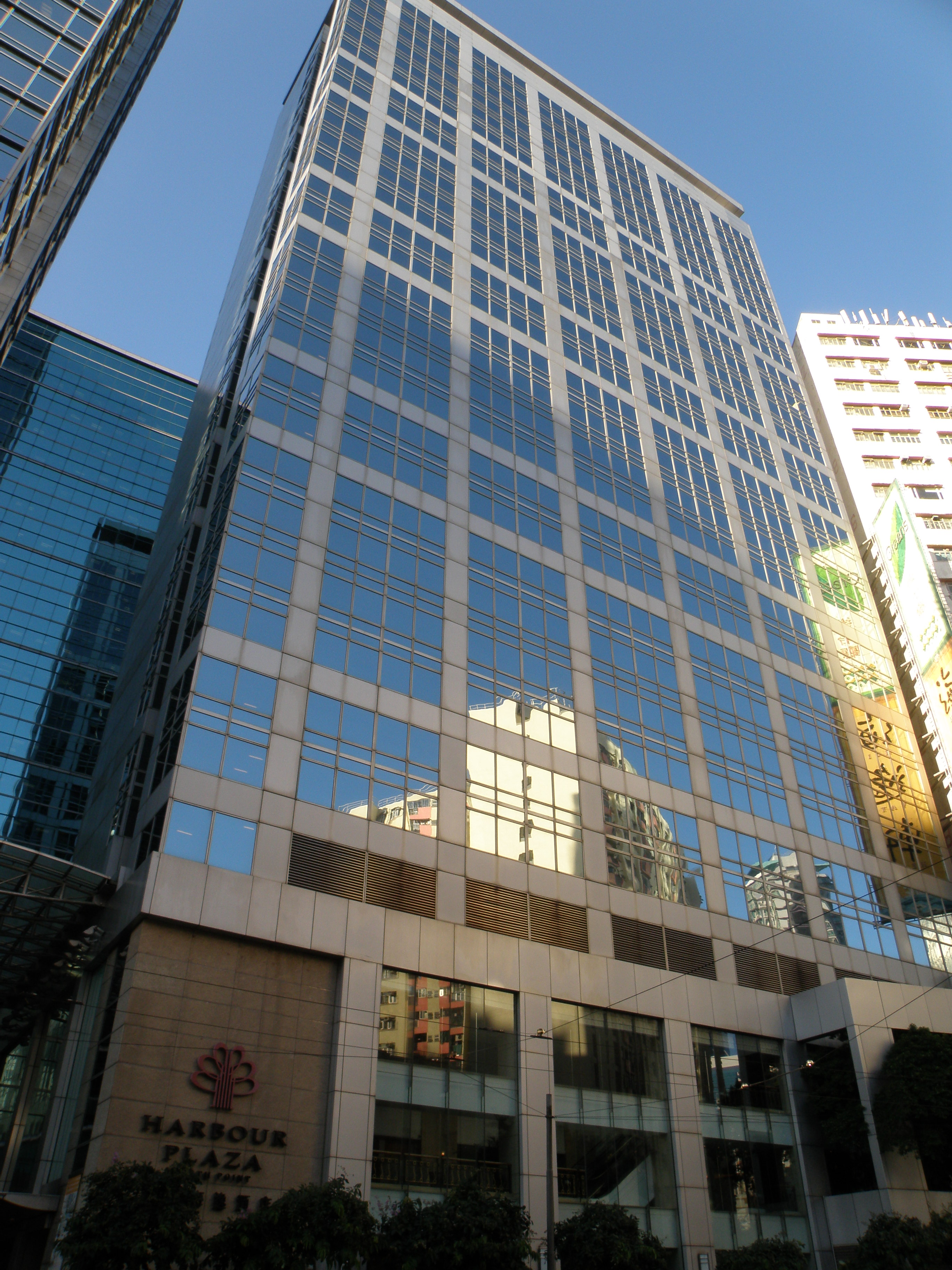
北角海逸酒店全貌

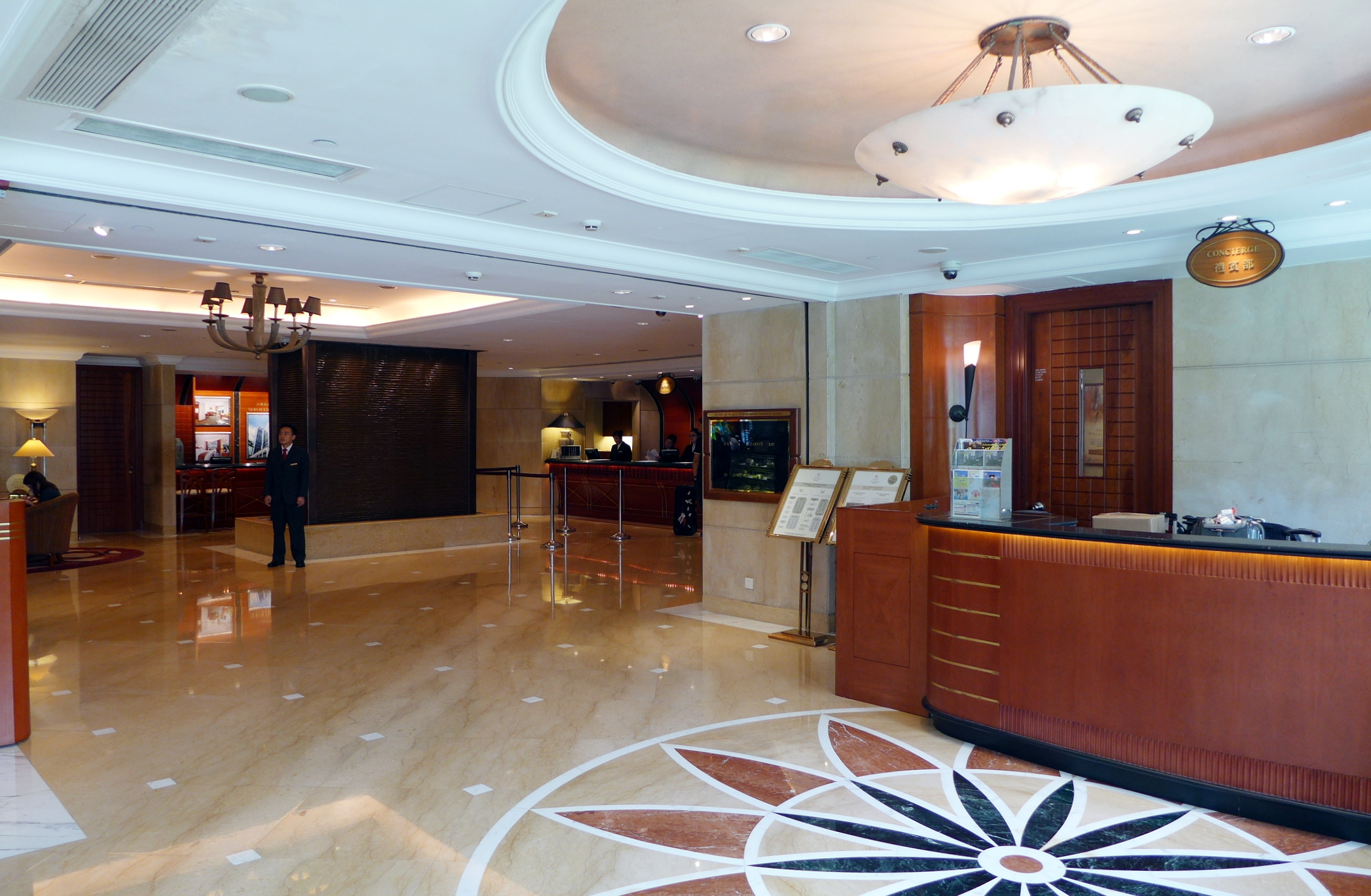
北角海逸酒店大堂

北角海逸酒店（英語：Harbour Plaza North Point），是香港一家乙級高價酒店，位於香港島北角，毗鄰模範邨，距離太古城購物中心區有5分鐘車程。由酒店穿過繁忙的英皇道向南可步行至鰂魚涌站C入口。北角海逸酒店毗鄰北角政府合署、香港中華煤氣、香港殯儀館等。

## 設施
- 714間客房及服務式套房
- 健身中心
- 25米長露天游泳池
- 桑拿浴和太陽燈
- 廣東菜食府海逸軒
- 中西食品及自助餐的綠怡廳
- 12間會議室
- 宴會禮堂，適合商務會議及喜宴
- 免費穿梭巴士，半小時一班
- 的士站
- 停車場

## 外部参考
- 北角海逸酒店官方網 （页面存档备份，存于）
- 北角海逸酒店地圖